# روزبه آذر
روزبه آذر نوازنده، آهنگساز و مدرس موسیقی ایرانی، فعال در موسیقی سبک فلامنکو و موسیقی تلفیقی زادهٔ ۱۳۵۹ در مشهد است. طبق گزارش خبرگزاری فارس، آلبوم جان به رنگ نارنج که از آثار وی است، در روزهای آغازین سال ۹۳، «یکی از پنج آلبوم پرفروش در بیپ تونز» بوده‌است. وی در فستیوال موسیقی بین‌الملل در کلکته هند، ۱۳۹۱ به عنوان نوازندهٔ ایرانی (تریوی آذر) شرکت داشته‌است.

## تحصیلات
وی موسیقی ایرانی را در طی سالهای ۱۳۶۷ تا ۱۳۷۲ زیر نظر رضا درمان، امیر مشیر فلسفی، فرامرز شُکرخواه آموخت. سپس زیر نظر منصور رسا به آموختن گیتار فلامنکو پرداخت و اصول هارمونی و آهنگسازی را زیر نظر محمد حق‌گو فراگرفت. و در طی سالهای ۱۳۸۴ تا ۱۳۸۵ با سفر به هند و اقامت یکساله در آنجا در رابطه با اصول و مبانی موسیقی شرق تحقیق نمود.
موسیقی و تفکر، لازم و ملزوم یکدیگر هستند و اصولاً یک قطعه موسیقی مانا در بستر تفکر شکل می‌گیرد. در غیر این صورت، شبیه به بازی‌ای خواهد بود که با اصوات انجام می‌شود و در پسِ آن ممکن است کج‌سلیقگی‌هایی باشد که می‌تواند به سلیقه شنیداری جامعه لطمه بزند.

## فعالیتها و آثار

### فعالیتها
- سولیست ارکستر سمفونیک صدا و سیمای ایران در تالار وحدت
- همکاری با ارکستر رودکی در تالار وحدت
- ساخت موسیقی فیلم کوتاه سی‌آرال مساوی با ۱۷ میلیمتر
- اجرای موسیقی برای تئاتر یرما
- ساخت موسیقی برای انیمیشن کوتاه پاپلی
- اجرا در سفارتهای برزیل و اسپانیا
- داوری در جشنوارهٔ موسیقی استان خراسان (۱۳۸۲)
- داوری نخستین جشنوارهٔ موسیقی جوان استان خراسان جنوبی (۱۳۸۵)
- شرکت در فستیوال موسیقی بین‌الملل در کلکته هند (۲۰۱۲)
- سرپرستی بخش گیتار ارکستر نیما
- اجرا همراه با گروه کر نیما
- کنفرانسهای پژوهشی پیرامون تاریخ موسیقی فلامنکو و سبک‌شناسی در دانشگاه فردوسی مشهد
- تأسیس گروه فلامنکو روزبه آذر در سال ۱۳۷۹ هجری شمسی[۱۲][۱۳][۱۴][۱۵]

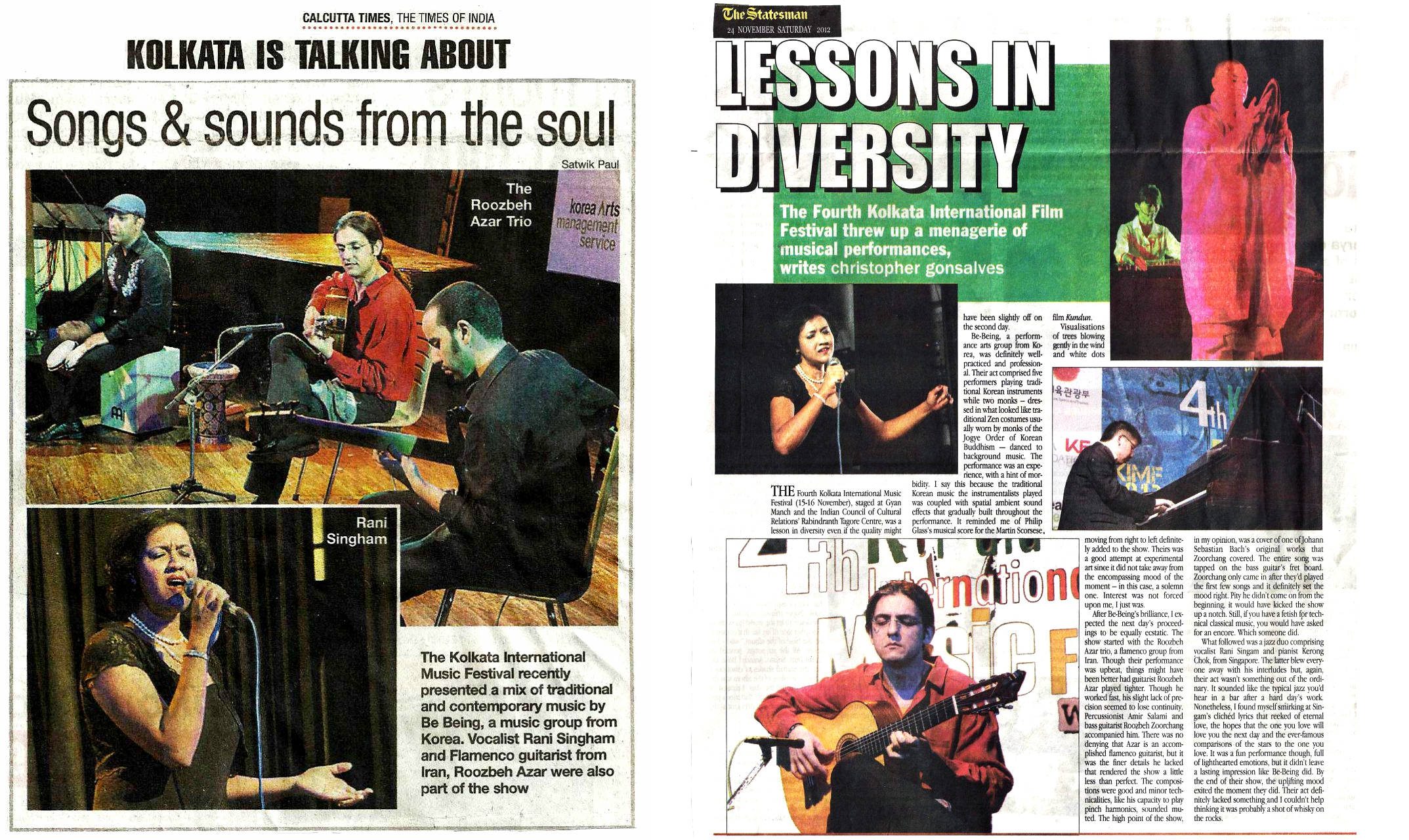
تریوی آذر در نشریات هند (تایمز هند و استسمن)

### آثار

#### آلبوم
- آلبوم جان به رنگ نارنج در سبک موسیقی تلفیقی[۳][۱۶][۱۷]
- آلبوم سبز چشمانش بنفش صدایش در سبک موسیقی تلفیقی[۱۸]
- آلبوم دژاوو بی‌کلام برای گیتار[۱۹]

#### کتاب
- قطعاتی برای تکنوازی گیتار فلامنکو[۲۰]